# Sven Axel Hallbäck

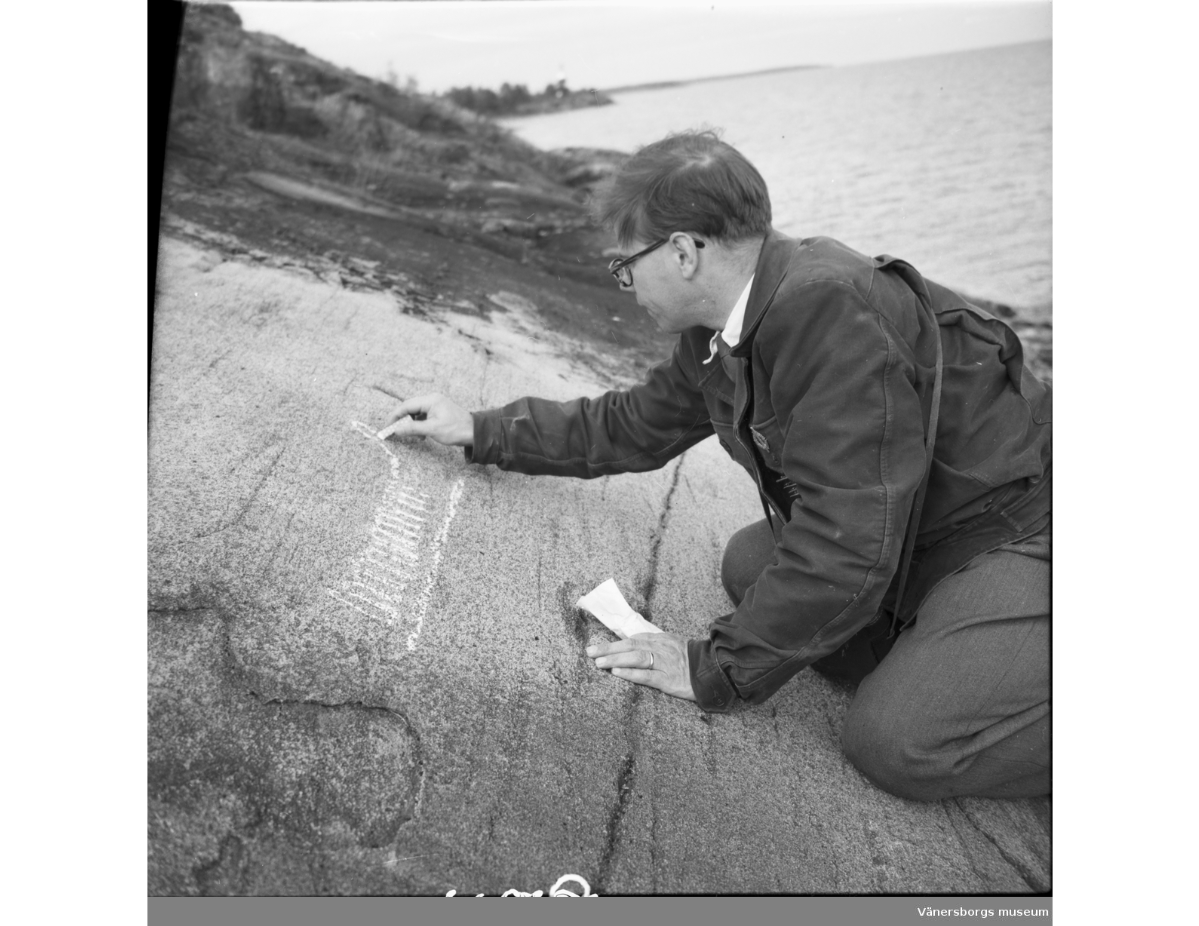

Sven Axel Hallbäck, född 22 mars 1915 i Falkenberg, död 5 juli 2002 i Skara, var en svensk konsthistoriker och landsantikvarie.

## Biografi
Hallbäck var son till kyrkoherden Daniel Hallbäck och Anna Davidson. Efter studentexamen i Göteborg 1935, avlade han reservofficersexamen 1940 och filosofie kandidatexamen vid Göteborgs högskola 1944. Han studerade en tid utomlands och var ammanuens vid Göteborgs konstmuseum1942-1943 samt lärare vid olika skolor 1945–1953. År 1953 utnämndes Hallbäck till landsantikvarie i Älvsborgs län. Han var även Sveriges Radios ombud i Vänersborg 1956-1965. Åren 1967-1980 var han landsantikvarie i Skaraborgs län och 1980-1985 länsantikvarie i samma län. Hallbäck författade vetenskapliga och populärvetenskapliga arbeten i konsthistoria, arkeologi och geografi samt även ungdomsromaner.

### Inventeringen av medeltida dopfuntar i västra Sverige
- [H. 1] Medeltida dopfuntar på Dal. Vänersborg: [Vänersborgs museum]. 1959. Libris 878817
- [H. 2] Medeltida dopfuntar i Bohuslän. Vänersborg: Vänersborgs museum. 1961. Libris 878812
- [H. 3]”Medeltida dopfuntar i Älvsborgs läns norra västgötadel : Västergötland 1”. Västergötlands fornminnesförenings tidskrift (Skara : Föreningen) 6: h. 3-4, 1963:  sid. 99-175. 1963. ISSN 0347-4402. Libris 8195797
- [H. 4] Medeltida dopfuntar i Värmland. Småskrifter utgivna av Värmlands museum, 0449-8895 ; 7. Karlstad. 1965. Libris 773243
- [H. 5] Medeltida dopfuntar i Sjuhäradsbygden. Borås: De sju häradernas kulturhistoriska förening. 1966. Libris 22495213
- [H. 6] Medeltida dopfuntar i Halland. Hallands museums skriftserie ; 1. Halmstad: Hallands museum. 1969. Libris 1303348
- [H. 7]”Medeltida dopfuntar i Skaraborg”. Västergötlands fornminnesförenings tidskrift (Skara : Föreningen) 6: h. 8, 1971/1972:  sid. 39-357. 1971. ISSN 0347-4402. Libris 8195797
- [H. 8] Medeltida dopfuntar i västra Sverige : systematisk del. [Axvall]: [Förf.]. 1978. Libris 264037

### Redaktörskap
- Bygd i förvandling : Skaraborgs län  : hur industrialismen har förändrat våra levnadsvillkor. Vara: Skarborgs läns bildningsförb. 1974. Libris 1183902